# Крезанси
Крезанси (фр. Crézancy) насеље је и општина у североисточној Француској у региону Пикардија, у департману Ен (Пикардија) која припада префектури Шато Тјери.
По подацима из 2011. године у општини је живело 1125 становника, а густина насељености је износила 159,35 становника/km². Општина се простире на површини од 7,06 km². Налази се на средњој надморској висини од 67 метара (максималној 233 m, а минималној 62 m).

## Демографија
| 1962. | 1968. | 1975. | 1982. | 1990. | 1999. | 2011. |
| ----- | ----- | ----- | ----- | ----- | ----- | ----- |
| 763   | 837   | 970   | 1.005 | 1.033 | 1.069 | 1.125 |

График промене броја становника у току последњих година